# Michal Pucher
Michal Pucher (9. ledna 1931 – 19. ledna 1999) byl slovenský fotbalový útočník a trenér.

## Sportovní kariéra
V lize hrál za Duklu ČSSZ/Tatran Prešov (1952–1953), Křídla vlasti Olomouc (1954) a Slovan Nitra (1959–1963). Byl nejlepším střelcem 1. ligy v ročníku 1959/1960 s 18 góly. Celkem odehrál v lize 153 utkání a vstřelil 81 gólů. Byl povolán i do olympijské reprezentace.

### Prvoligová bilance
| Ročník            | Zápasy | Góly | Klub                  |
| ----------------- | ------ | ---- | --------------------- |
| I. liga 1952      | 26     | 13   | Dukla ČSSZ Prešov     |
| I. liga 1953      | 12     | 4    | Tatran Prešov         |
| I. liga 1954      | 14     | 7    | Křídla vlasti Olomouc |
| I. liga 1959/1960 | 25     | 18   | Slovan Nitra          |
| I. liga 1960/1961 | 26     | 7    | Slovan Nitra          |
| I. liga 1961/1962 | 26     | 20   | Slovan Nitra          |
| I. liga 1962/1963 | 24     | 12   | Slovan Nitra          |
| CELKEM            | 153    | 81   |                       |

## Trenérská kariéra
Byl trenérem Nitry v sezóně 1970/1971, kdy tým dovedl z 2. místa za brněnskou Zbrojovkou zpět do nejvyšší soutěže. Nitru v I. lize trénoval v sezonách 1971/1972, 1972/1973 a 1973/1974. Na jaře 1978 trénoval ZVL Žilina, sestup z nejvyšší soutěže však neodvrátil. V Žilině působil i v sezoně 1978/1979. V sezóně 1980/1981 trénoval mužstvo ZŤS Petržalka a vedl je i na podzim 1981 v I. lize.